# Semaine 18
D'après la norme ISO 8601, une semaine débute un lundi et s'achève un dimanche, et une semaine dépend d'une année lorsqu'elle place une majorité de ses sept jours dans l'année en question, soit au moins quatre. Dès lors, la semaine 18 est la semaine du dix-huitième jeudi de l'année. Elle suit la semaine 17 et précède la semaine 19 de la même année.
La semaine 18 est pratiquement toujours la semaine du 3 mai, sauf exceptionnellement, dans le cas d'une année bissextile commençant un jeudi.
Elle commence au plus tôt le 26 avril et au plus tard le 3 mai.
Elle se termine au plus tôt le 2 mai et au plus tard le 9 mai.

## Notations normalisées
La semaine 18 dans son ensemble est notée sous la forme W18 pour abréger.
| Jour de la semaine 18 | Notation |
| --------------------- | -------- |
| Lundi                 | W18-1    |
| Mardi                 | W18-2    |
| Mercredi              | W18-3    |
| Jeudi                 | W18-4    |
| Vendredi              | W18-5    |
| Samedi                | W18-6    |
| Dimanche              | W18-7    |

## Cas de figure
| Cas | Le 31 décembre est… | L'année est une année… | Le dix-huitième jeudi de l'année tombe… | La semaine 18 débute… | La semaine 18 s'achève… | Premier cas après 2008 |
| --- | ------------------- | ---------------------- | --------------------------------------- | --------------------- | ----------------------- | ---------------------- |
| 0   | Un vendredi         | bissextile DC          | Le 29 avril                             | Le lundi 26 avril     | Le dimanche 2 mai       | 2032                   |
| 1   | Un jeudi            | D ou ED                | Le 30 avril                             | Le lundi 27 avril     | Le dimanche 3 mai       | 2009                   |
| 2   | Un mercredi         | E ou FE                | Le 1er mai                              | Le lundi 28 avril     | Le dimanche 4 mai       | 2014                   |
| 3   | Un mardi            | F ou GF                | Le 2 mai                                | Le lundi 29 avril     | Le dimanche 5 mai       | 2013                   |
| 4   | Un lundi            | G ou AG                | Le 3 mai                                | Le lundi 30 avril     | Le dimanche 6 mai       | 2018                   |
| 5   | Un dimanche         | A ou BA                | Le 4 mai                                | Le lundi 1er mai      | Le dimanche 7 mai       | 2017                   |
| 6   | Un samedi           | B ou CB                | Le 5 mai                                | Le lundi 2 mai        | Le dimanche 8 mai       | 2011                   |
| 7   | Un vendredi         | C                      | Le 6 mai                                | Le lundi 3 mai        | Le dimanche 9 mai       | 2010                   |

1. 1 2 3  Dans ce cas, l'année compte une semaine 53.